# J. Scott Weaver
| 31113 Stull     | 19 agosto 1997   |
| 152641 Fredreed | 5 settembre 1997 |

J. Scott Weaver (1940 – 2008) è stato un astronomo statunitense.
È stato professore di geologia, fisica e astronomia all'Università di Alfred.
Il Minor Planet Center gli accredita la scoperta di due asteroidi, effettuate entrambe nel 1997 in collaborazione con David R. De Graff.
Gli è stato dedicato l'asteroide 96344 Scottweaver.